# نيكولاس بيريني
نيكولاس بيريني (بالإيطالية: Nicholas Pierini)‏ هو لاعب كرة قدم إيطالي في مركز الهجوم، ولد في 6 أغسطس 1998 في بارما في إيطاليا. لعب مع نادي سبيزيا.

## وصلات خارجية
- نيكولاس بيريني على موقع قاعدة بيانات كرة القدم.إي يو (الإنجليزية)
- نيكولاس بيريني على موقع Soccerway.com (الإنجليزية)
- نيكولاس بيريني على موقع AS.com (الإسبانية)